# Cobotique

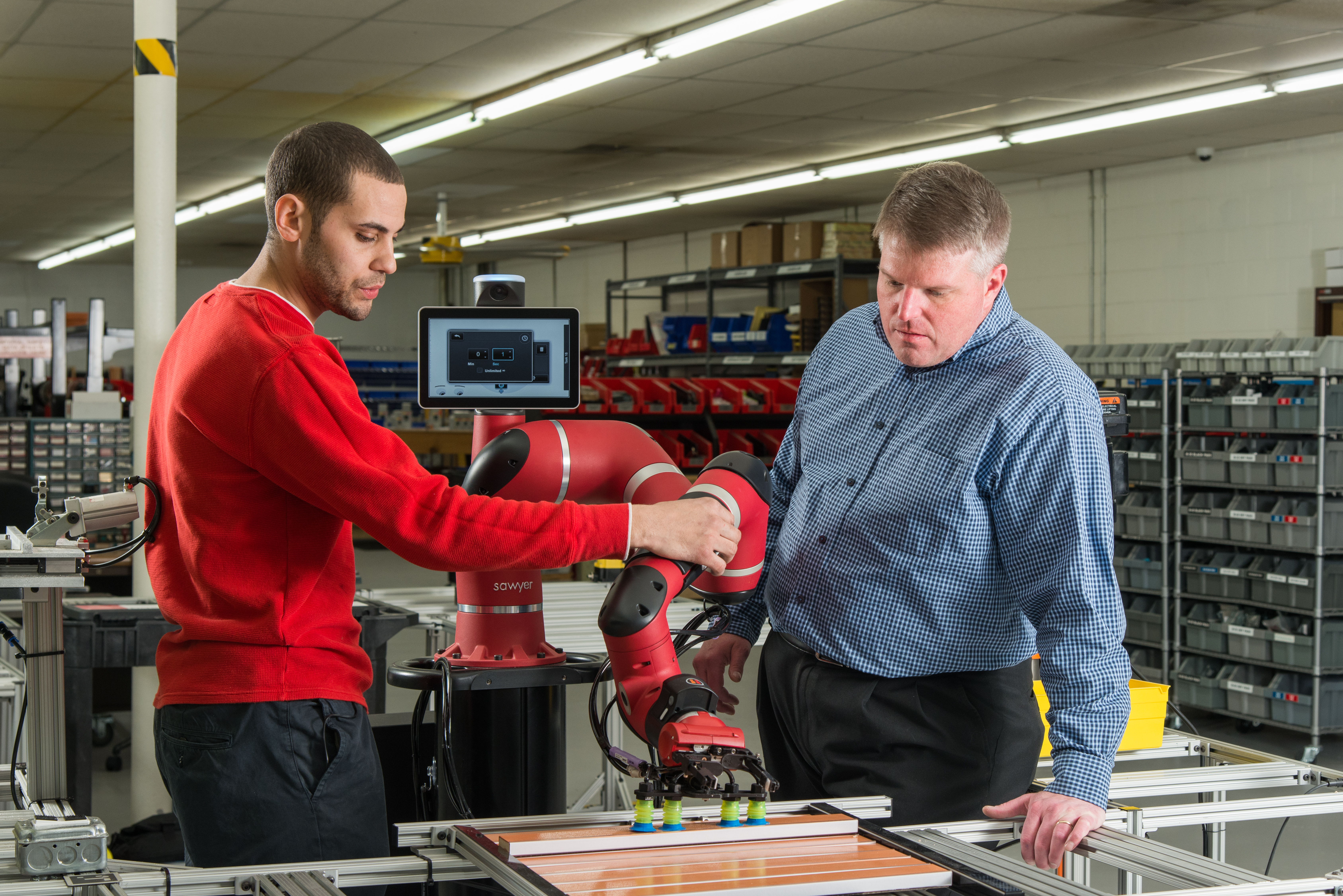
Robot collaboratif pouvant être entraîné par démonstration.

La cobotique est le domaine de la collaboration homme-robot, c'est-à-dire de l'interaction, directe ou téléopérée, entre homme et robot pour atteindre un objectif commun.
Ce domaine est à l'interface de la cognitique et du facteur humain (comportement, décision, robustesse et contrôle de l'erreur), de la biomécanique (modélisation du comportement et de la dynamique des mouvements) et de la robotique (utilisation d'artefacts pour produire des comportements mécaniques fiables, précis et/ou répétitifs à des fins industrielles, militaires, agricoles, de santé, de convivialité...). N’étant incluse dans aucune de ces disciplines, la cobotique est bien un sujet transdisciplinaire.

## Présentation
Le terme provient du mot anglais « cobot », néologisme issu de « coopération » et « robotique ». Il a été proposé en 1996 par J. E. Colgate, W. Wannasuphoprasit et M. A. Peshkin, professeurs à la Northwestern University. Il a été introduit et initialement utilisé pour désigner des dispositifs d’assistance physique passifs qui guident les opérateurs.
Cependant, la cobotique ne se limite pas à l’étude des cobots, qui sont des dispositifs techniques. Elle s’intéresse plutôt à l'interaction réelle, directe ou téléopérée, entre un opérateur humain et un système robotique[réf. incomplète].
Ses champs d'application sont variés, puisqu'elle est très présente dans l'industrie, mais est aussi une perspective importante pour le domaine du nucléaire (collaboration à distance), de la santé (chirurgie, rééducation, aide et suppléance), de la domotique, le domaine militaire, ou encore pour l’éducation.

### Cobot
Le mot cobot désigne une catégorie de robots (non autonomes) « dédiés à la manipulation d’objets en collaboration avec un opérateur humain ». Plus généralement, il peut s'agir d'un système automatisé impliqué dans des tâches ou relations cobotiques. Colgate et Peshkin le définissent comme « robot conçu pour une interaction directe avec un opérateur humain, dans un espace de travail partagé »,.
Ce « robot assistant » se différencie du robot principalement par le fait qu'il est dépourvu d'autonomie globale (« robot passif », passive device ou passive robot) : il reste dépendant de l'intention, du geste ou du comportement de l'utilisateur. Certains cobots ont une certaine capacité d'apprentissage, pour maximiser la performance d'imitation, de substitution, de communication ou de robustesse à l'erreur (application active de cobots, active cobots applications).
On différencie habituellement les IAD (outillages d'assistance intelligents, intelligent assist devices) et les TD (robots téléopéré, teleoperated robot) respectivement dans les mondes industriel, médical et plus largement communicationnel.
Dans un atelier de production industrielle, la mise en œuvre d'un cobot a les mêmes objectifs que celle d'un robot « classique » — ergonomie et sécurité (assiste les travaux pénibles), gain de productivité — mais peut présenter plusieurs avantages :
- simplicité de programmation, puisque le robot est dirigé par un humain (en permanence ou bien durant la phase d'apprentissage) ;
- souplesse, capacité à changer d'activité rapidement, pour les mêmes raisons ;
- évite la mise en place d'enceintes sécurisées, les sécurités du cobot étant conçues pour travailler parmi les humains.

Certains auteurs, comme Michel Devy (2012) estiment que l'industrie peut maintenant aussi tirer parti des résultats de la Recherche en « robotique de service ».
Les robots non-coopératifs restent cependant plus intéressants pour les opérations à très haute cadence. Par ailleurs, les fabricants s'inspirent de certaines fonctionnalités des cobots pour en équiper les robots non-coopératifs, en particulier en ce qui concerne les sécurités, pour permettre la suppression des enceintes sécurisées.

### Comanipulation
Dans le même espace de travail ou non, cette comanipulation d'objets par le robot (esclave) et l'opérateur peut prendre, selon Xavier Lamy (2011) trois formes principales :
comanipulation parallèlele robot copie le mouvement de l'humain et ajoute sa force à l'effort de l'humain ;
comanipulation orthétiquele robot ressemble à une prothèse de type exosquelettes ou orthèse ; côté opérateur, les efforts peuvent être répartis en plusieurs points de contact sur le membre de l'opérateur ;
comanipulation sérielledans ce cas l’opérateur humain, le robot et l’outil forment une chaîne cinématique série ; les mouvements finaux de l’outil résultent de ceux de l’opérateur et du robot, généralement via un appareil portatif, tournevis électrique par exemple, mais des synergies bien plus complexes sont possibles, en chirurgie laparoscopique par exemple.
Dans le cas d'un opérateur éloigné du cobot ou devant opérer dans le noir, sous l'eau, dans le vide, ou faire des manipulations à échelle microscopique… alors des capteurs peuvent permettre à l'opérateur de mieux contrôler les actions de manipulation de son cobot. En particulier, et à titre d'exemple, un capteur d'effort (situé sur l'effecteur), associé à une boucle d'effort peut permettre à un opérateur voyant la scène via un microscope (en stéréoscopie éventuellement) d'effectuer des micro-mouvements très précis. C'est alors l'impédance mécanique de la main qui manipule le cobot qui contrôle le mouvement.
Un système de contrôle intégrant un élément de viscosité et jouant sur la rigidité naturelle des robots, peut supprimer les tremblements de la main d'un opérateur, ce qui est très utile pour les travaux de précision (horlogerie, microchirurgie, microsoudures, etc.).

## Domaines d'application

### Cobotique industrielle

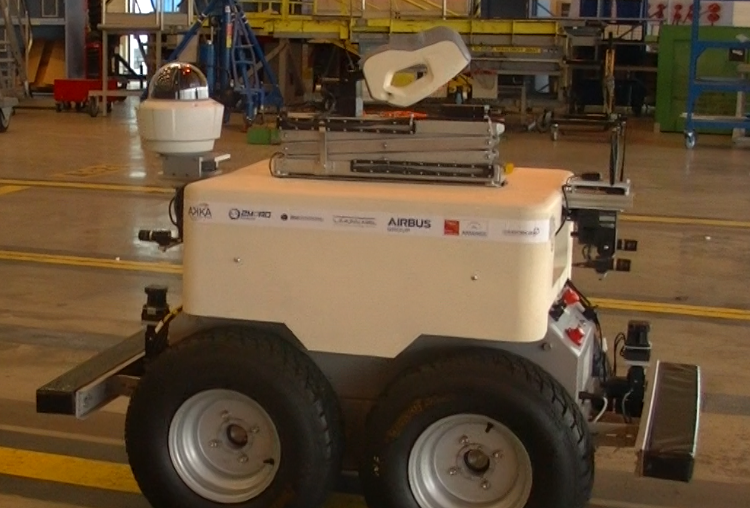
Air-Cobot, ici en 2016, est un robot collaboratif chargé d'inspecter un avion lors des opérations de maintenance.

La cobotique industrielle se développe au sein de grands groupes industriels de l'aéronautique, du transport terrestre, de la construction navale, de l'agroalimentaire.
Elle est d'abord une réponse aux tâches difficiles et pénibles ou à très faible valeur ajoutée. Le robot assiste en direct le geste de l’opérateur en démultipliant ses capacités pour manipuler en sécurité des pièces chaudes, lourdes ou encombrantes, ou au contraire trop petites pour être saisies naturellement avec la précision nécessaire, tout en s'adaptant aux caractéristiques de l'utilisateur. Il s'agit aussi de développer des environnements plus efficaces, de minimiser le temps (séquençage, commande de tir...) et la surface utilisée (volume de la cellule robotique industrielle) et de maximiser l'aisance et la productivité.
La cobotique est aussi proposée en hygiène et sécurité au travail comme solution pour traiter certains problèmes d'ergonomie du poste de travail et de prévention des troubles musculosquelettiques[Comment ?].
La cobotique peut pour certains se différencier ici de l'utilisation des exosquelettes en ce que l'utilisateur est hors du mécanisme, comme le pilote d'un drone est hors de l'aéronef qu'il commande ; certains auteurs intègrent néanmoins les exosquelettes dans la catégorie des cobots.
Le marché est en très forte croissance dans les années 2010. Entre 2017, où il s’est écoulé 9 000 cobots dans le monde (+80 % par rapport à 2016), et 2023, le marché de la cobotique pourrait passer de 284 millions de dollars à plus de cinq milliards selon le cabinet d’études BIS Research[réf. nécessaire].
En 2018, Universal Robots, fondée à Odense au Danemark en 2005, est l'entreprise dominante du secteur avec 60 % des parts de marché et plus de 25 000 cobots vendus entre 2008 et 2018. La France compte quelques acteurs de la cobotique comme Staübli, MIP-Robotics et Isybot.
À la différence des robots industriels, les cobots ont des contraintes strictes à respecter en matière d’énergie cinétique afin d'éviter de blesser les opérateurs humains. Leurs parties mobiles ne doivent pas dépasser quatre joules pour un mouvement sans recul ou dix joules pour un mouvement libre (portes d’ascenseur s'ouvrant) ou de recul. Toute installation de cobot nécessite aussi une analyse de risque, selon la directive « Machines » 2006/42/CE (en), plus poussée que celle d'un robot industriel, qui doit rester dans une cage.

### Cobotique médicale
Elle est principalement représentée par les robots médicaux utilisés en chirurgie (par exemple les robots Da Vinci ou ZEUS (en)), de télémédecine ou d'aide à la personne et de rééducation).

### Cobotique conviviale
C'est une voie innovante des SIC. Elle consiste à utiliser des robots, le plus souvent humanoïdes (par exemple NAO et Robonaut), pour établir à distance des communications où le robot joue le rôle d'un partenaire en imitant en ligne ses gestes, ses postures et en reproduisant la voix[réf. nécessaire].

## Recherche, transfert et formation en France
La recherche vise à améliorer les performances de la cobotique, y compris quand le robot est dans un milieu inhabituel (eau, vide spatial) ou travaille à des échelles microscopiques ou nanométriques (posant par exemple des problèmes spécifiques d'haptiques et d'actionneurs.
La cobotique est étudiée en France au CEA (notamment au Laboratoire de téléopération et cobotique du LIST), dans certaines entreprises (par exemple RB3D) et IRT (par exemple l'IRT Jules Verne), et de plus en plus dans certaines universités et grandes écoles. Elle fait l'objet d'enseignements spécifiques dans des cursus de robotique (par exemple l'option robotique de l'ENSEIRB-MATMECA) ou de cognitique (par exemple à l'ENSC). Elle apparaît plus récemment dans les programmes de certaines manifestations de robotique (par exemple Innorobot-Lyon 2013), ainsi que dans le plan national « robotique » (mars 2013) présenté par le ministère du Redressement productif.
Le Centre technique des industries mécaniques aide les entreprises désireuses d'intégrer de la cobotique, tant à la conception du produit qu'à la mise en place en entreprise, au niveau de l'intégration de la sécurité afin de répondre aux contraintes réglementaires liées à la santé et la sécurité.
En 2016, l'Arts et Métiers ParisTech (ENSAM) a annoncé lancer sur son campus lillois ColRobot, un nouveau master spécialisé en robotique collaborative.

## Cobotique dans la fiction
Dans une certaine mesure, les exosquelettes motorisés et les mecha, moyennant la discussion ci-dessus, peuvent être vus comme des cobots : ce sont des robots pilotés, qui assistent les mouvements du pilote mais ne sont pas autonomes, la différence étant qu'ils sont en général pilotés « de l'intérieur ».
Dans le film F/X2, effets très spéciaux (Richard Franklin, 1991), Rollie Tyler (Bryan Brown) utilise un robot clown qui reproduit ses mouvements pour se battre ou piloter un hélicoptère.